# Léon III (roi d'Arménie)
Pour les articles homonymes, voir Léon d'Arménie et Léon III.
Léon III ou Lévon III (en arménien Լեւոն Գ), né en 1236 et mort en 1289, est un roi d'Arménie de 1269 à 1289, de la famille des Héthoumides. Il est fils d'Héthoum Ier de Barbaron, roi d'Arménie, et d'Isabelle d'Arménie, reine d'Arménie.

## Biographie

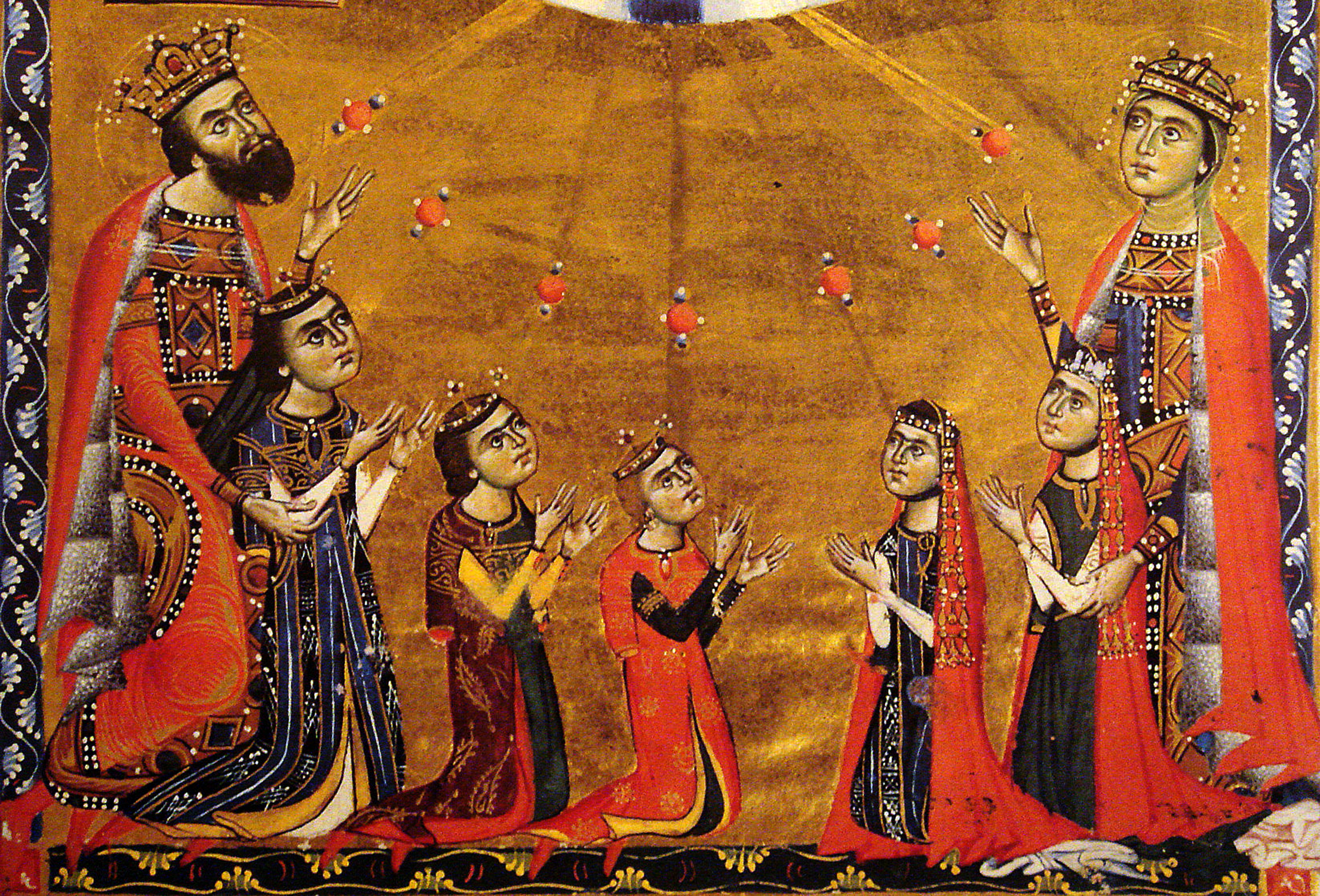
Le roi Léon III, la reine Keran et cinq de leurs enfants (miniature arménienne, 1272).

Il combat les Mamelouks avec son père, mais est fait prisonnier en 1266 à la bataille de Mari. Son frère Thoros est tué dans la bataille et son père doit céder des forteresses pour sa libération, en 1268. Peu après, Héthoum abdique et se retire dans un monastère. Léon se rend à la cour d'Abaqa, khan de Perse, pour se mettre sous sa protection et lui demander de le défendre contre les Mamelouks. Mais les Mongols de Perse sont menacés par leurs cousins de Djaghataï, des Mongols installés en Russie méridionale et partisans de l'islam,  et ne peuvent intervenir, laissant le champ libre aux Turcs qui ravagent la Cilicie en 1275 et prennent Tarse.  En 1280, Abaqa envoie une armée en Syrie, auquel se joint Léon, mais cette armée est battue à Homs. Par l'intermédiaire de Guillaume de Beaujeu, grand-maître de l'Ordre du Temple, il négocie sa soumission au gouvernement du Caire, et doit lui verser un tribut pendant dix ans.
Léon meurt le 6 février 1289 à Sis et est inhumé à Drazark.

## Mariages et enfants
Il épouse, le 15 janvier 1262, Keran (ou Kyr-Anna) de Lampron (morte en 1285), fille de Héthoum IV, seigneur de Lampron. De ce mariage naissent :
- Kostandin (1265, mort jeune) ;
- Euphémie (1266) ;
- Héthoum II (1267-1307), roi d'Arménie ;
- Zabel (1269, mort avant 1273) ;
- Thoros III (1270-1298), roi d'Arménie ;
- Roupen (1272, mort jeune) ;
- Zabel (1273, mort avant 1276) ;
- Smbat (1276-1310), roi d'Arménie ;
- Zabel (1276-1323), mariée en 1293 à Amaury II de Lusignan (mort en 1310), seigneur de Tyr et connétable du royaume de Chypre ;
- Constantin III (1277, mort après 1308) ;
- Rita (1278-1333), mariée en 1294 à Michel IX Paléologue, empereur byzantin ;
- Théophanu (1278-1296), fiancée à Théodoros Ange ;
- Nersès (1279-1301), prêtre ;
- Oshin (1283-1320), roi d'Arménie ;
- Alinax (1283-1310).